# Karmazsin-bozótgébics
A karmazsin-bozótgébics vagy karmazsin-gébics (Laniarius atrococcineus) a madarak osztályának verébalakúak (Passeriformes) rendjébe és a bokorgébicsfélék (Malaconotidae) családjába tartozó faj. Namíbia nemzeti madara.

## Rendszerezése
A fajt William John Burchell német kutató és zoológus írta le 1822-ban, a Lanius nembe Lanius atrococcineus néven.

## Előfordulása
Afrika déli részén, Angola, Botswana, Namíbia, a Dél-afrikai Köztársaság, Zambia és Zimbabwe területén honos. Természetes élőhelyei a szubtrópusi és trópusi szavannák és cserjések. Állandó, nem vonuló faj.

## Megjelenése
Testhossza 23 centiméter, testtömege 40-57 gramm.

## Életmódja
Fákon és a talajon keresgéli rovarokból álló táplálékát.

## Szaporodása
Fészekalja 2-3 tojásból áll, melyen 18-20 napig kotlik.

## Természetvédelmi helyzete
Az elterjedési területe rendkívül nagy, egyedszáma pedig növekszik. A Természetvédelmi Világszövetség Vörös listáján nem fenyegetett fajként szerepel.